# Atriplex sphaeromorpha
Atriplex sphaeromorpha är en amarantväxtart som beskrevs av Modest Mikhaĭlovich Iljin. Atriplex sphaeromorpha ingår i släktet fetmållor, och familjen amarantväxter. Inga underarter finns listade i Catalogue of Life.